# Meropleon titan
Meropleon titan är en fjärilsart som beskrevs av Todd 1958. Meropleon titan ingår i släktet Meropleon och familjen nattflyn. Inga underarter finns listade i Catalogue of Life.